# Ambrogio Levati
Ambrogio Levati  (Milánó, Olasz Királyság, 1894. március 14. – Milánó, Olaszország, 1963. május 8.) olimpiai bajnok olasz tornász.
Az első világháború után részt vett az 1920. évi nyári olimpiai játékokon Antwerpenban, mint tornász. Európai rendszerű csapat versenyben aranyérmes lett.
A pályafutása után edző és sportbíró volt. 